# زيليكو ماتوس
زيليكو ماتوس  ، من مواليد 9 أغسطس 1935 ، لاعب كرة قدم يوغسلافي سابق.
لعب مع منتخب يوغسلافيا لكرة القدم.

## روابط خارجية
- زيليكو ماتوس على موقع الاتحاد الدولي (مؤرشف)  (الإنجليزية)
- زيليكو ماتوس على موقع قاعدة بيانات كرة القدم.إي يو (الإنجليزية)
- زيليكو ماتوس على موقع ناشيونال فوتبول تيمز (الإنجليزية)
- زيليكو ماتوس على موقع عالم كرة القدم.نت (الإنجليزية)
- زيليكو ماتوس على موقع أوليمبيديا (الإنجليزية)